# Sverigetaxi

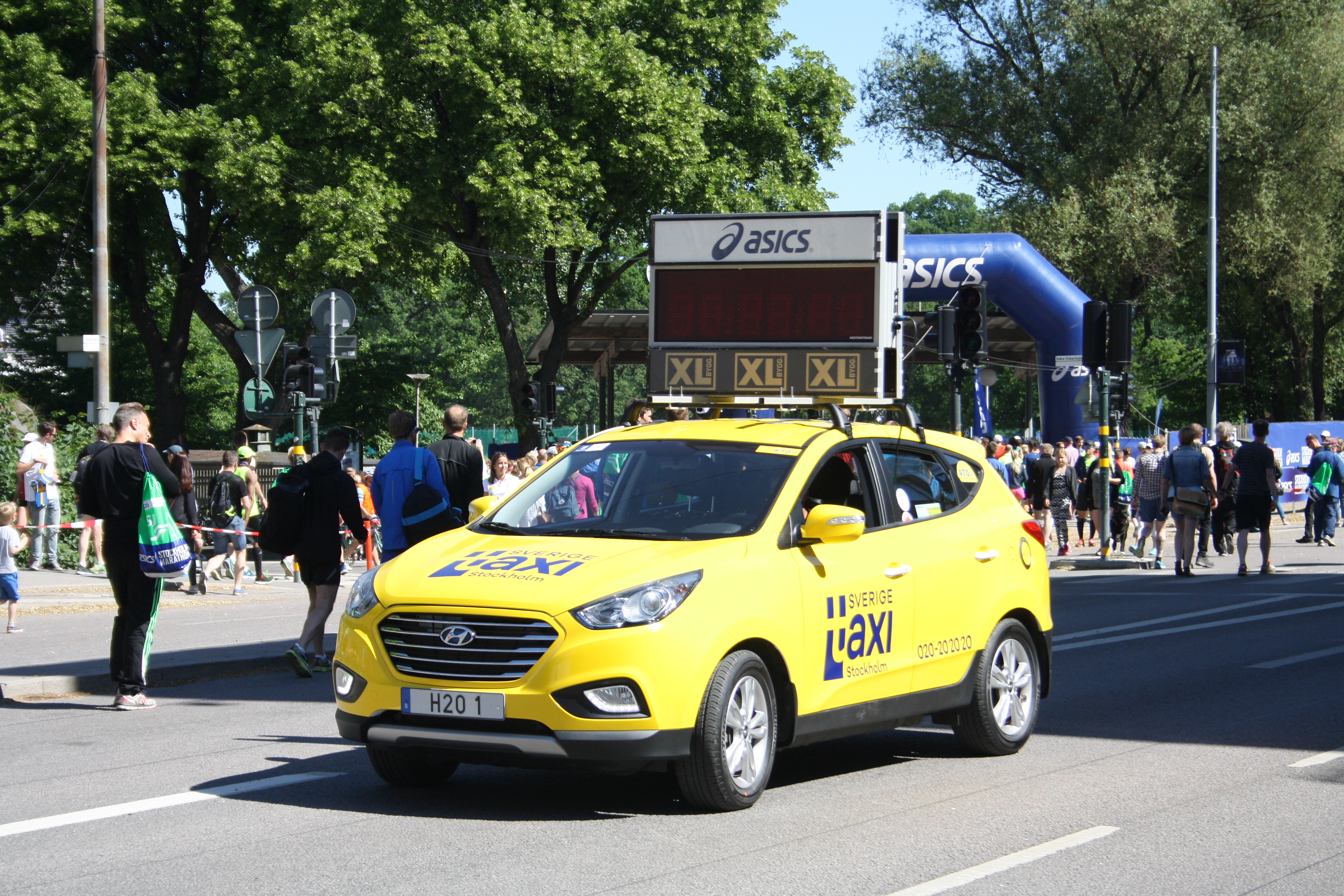
Sverigetaxi bil på Stockholm Marathon

Sverigetaxi Service AB är en rikstäckande taxitjänst som i juni 2008 startades av Svetax Invest AB och dess dotterbolag Flygtaxi Sverige AB. Till en början fick man med sig taxibolag i Helsingborg, Luleå, Umeå, Piteå, Boden och Örebro för att sedan utöka med fler orter. Idag finns Sverigetaxi i nästan hela Sverige. 
2016 gick företaget ihop med Taxi 020, svenskt bolag som hade verksamhet i Stockholm, Malmö, Lund, Göteborg och tidigare Uppsala. Under 2009 tog Taxi Kurir över verksamheten i Uppsala. Sverigetaxi har idag över 1000 taxibilar i Stockholm. Merparten av Sverigetaxis bilar är gulfärgade. Ett utbyte till miljöbilar pågår och sedan 1 januari 2009 köps endast miljöbilar in. Taxi 020 köptes februari 2008 upp av Fågelviksgruppen, som i sin tur även äger taxibolag så som TaxiKurir, TopCab, Taxi Card och Skåne Taxi.